# Wojciech Kobiałko
Wojciech Kobiałko (ur. 16 stycznia 1968 w Wólce Lubielskiej) – polski aktor teatralny i filmowy.

## Filmografia (wybór)
- 1995: Awantura o Basię
- 1995: Ekstradycja (odc. 6)
- 1995: Gracze − członek sztabu wyborczego Wałęsy
- 1995: Młode wilki − Kuchcik
- 1996: Awantura o Basię (odc. 9)
- 1996: Tajemnica Sagali − uczestnik zjazdu (odc. 12 i 13)
- 1997: Boża podszewka − repatriant (odc. 15)
- 2000: 13 posterunek 2
- 2001: Marszałek Piłsudski (odc. 1)
- 2001: Przeprowadzki (odc. 9)
- 2003: Tygrysy Europy 2
- 2004: Na dobre i na złe − przechodzień przy zawalonym budynku (odc. 203)
- 2004: Pensjonat pod Różą − uczestnik zabawy (odc. 3)
- 2005: Plebania − Adamiak (odc. 638)
- 2007: Kryminalni − sprzedawca (odc. 69)
- 2008: Agentki − sąsiad z psem (odc. 5)